# UVS

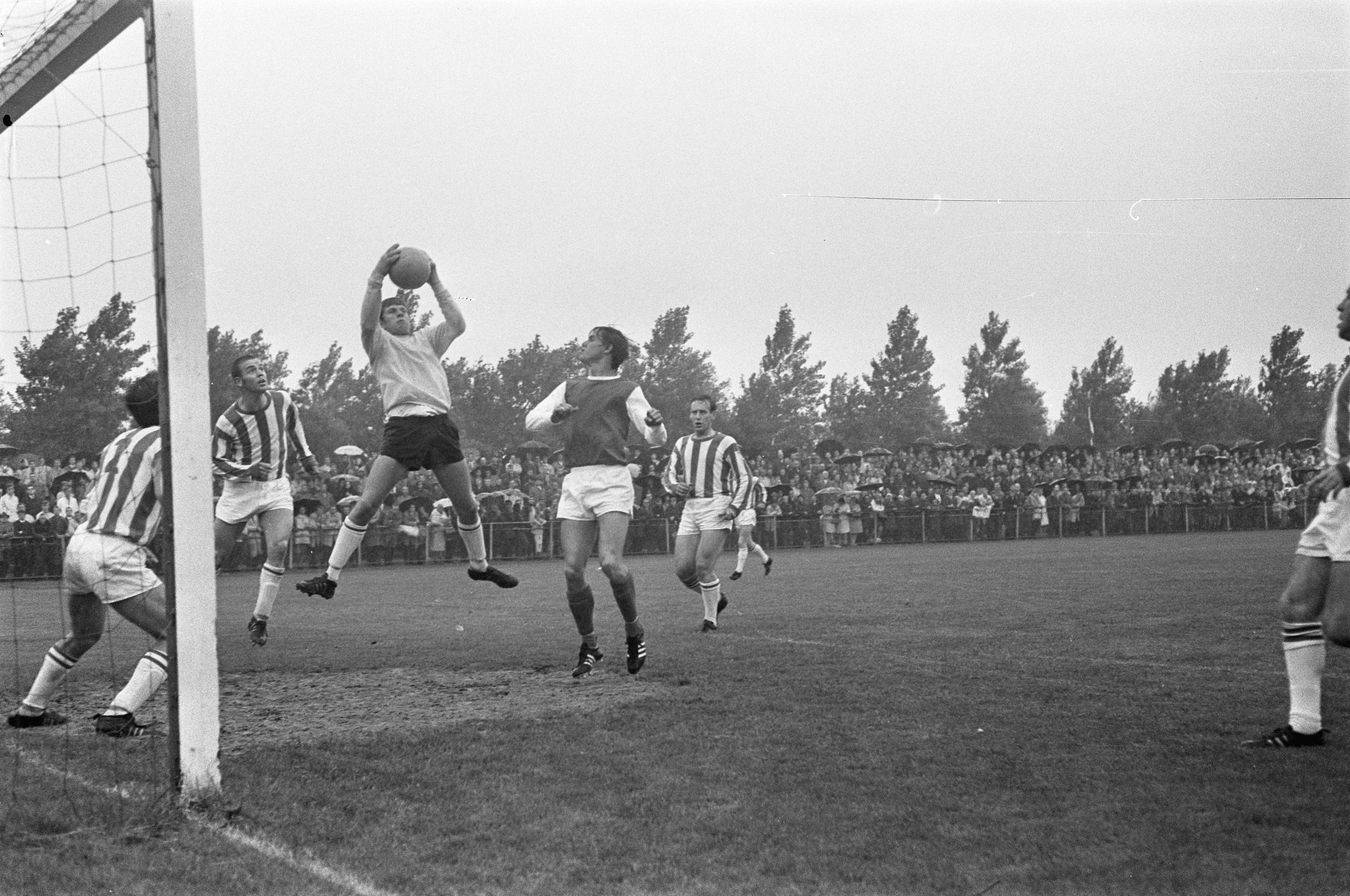
DCG tegen UVS in 1968

UVS (Uit Vriendschap Saâm) is een voetbalclub uit de Nederlandse stad Leiden, die op 1 april 1914 is opgericht. Het eerste zaterdagteam speelt in de Tweede Klasse (2025/26).

## Algemeen
Sinds de Leidse Football Club (L.F.C.) uit 1907 in 2003 opging in FC Boshuizen is UVS de oudste voetbalclub van Leiden. De in 1892 opgerichte Ajax Sportman Combinatie (A.S.C.) was in 1917 al vertrokken naar buurgemeente Oegstgeest.
UVS heeft 1000 leden. In totaal zijn er 58 teams waarvan 11 senioren herenteams en 1 damesteam, 42 jeugdteams waarvan 4 meisjesteams. 2 G-teams en Ukkenvoetbal voor de allerkleinsten.
UVS speelt de thuiswedstrijden op Sportpark Kikkerpolder I aan de Oegstgeesterweg 4B naast de Leidse Hout. Dit sportpark omvat vier velden en een pupillenveld, waarvan twee velden en het pupillenveld uit kunstgras bestaan. Er zijn veertien kleedkamers. Het complex wordt gedeeld met studentenclub LSVV '70
Het naastgelegen Kikkerpolder II wordt bespeeld door Lugdunum, Football Factory en Leidsche Football Club.

## Vroege geschiedenis
Het eerste voetbalveld van UVS bij de oprichting in 1914 was gelegen op een stuk land aan de Vliet, waar tegenwoordig de 3 Octoberstraat ligt. UVS begon met competitievoetbal in 1916 in de 3e klasse van de Leidsch Voetbalbond. In 1920 werd het kampioenschap van de 1e klasse LVB behaald en promoveerde UVS naar de 3e klasse van de Nederlandse Voetbalbond. In 1921 had UVS na een aantal omzwervingen een terrein gevonden aan de huidige Haagweg. 
Van 1926 tot 1931 speelde UVS tijdelijk in Oegstgeest, aan de Lage Morschweg, deze straat lag destijds op Oegstgeester grondgebied.
In 1931 verhuisde UVS naar de Kanaalweg in Leiden. Hier promoveert de club in 1935 naar de 2e klasse na het winnen van promotiewedstrijden. 
In 1938 volgde de verhuizing naar het complex aan de Wassenaarseweg, aan de rand van Leiden. Op dit terrein zou UVS later zijn entree maken in het betaalde voetbal maken. In 1950 wordt UVS kampioen van de 2e klasse. UVS speelt vervolgens promotiewedstrijden, maar promoveren naar de 1e klasse lukt niet. 
In 1955 wordt UVS toegelaten tot het profvoetbal en speelt het voor het eerst in de 1e klasse. Dit is op dat moment niet meer het hoogste niveau, nadat de Hoofdklasse is ingevoerd. UVS eindigd in de onderste helft van de 1e klasse en komt daardoor in het seizoen 1956/57 terecht in de Tweede Divisie.

## Betaald voetbal
UVS speelde zeven seizoenen in het betaalde voetbal. Na een seizoen in de eerste klasse speelt het zes seizoenen in de Tweede divisie. Het beste resultaat was het behalen van de vijfde plaats in 1957/58. In 1960 moest UVS degradatiewedstrijden spelen, maar wist het zich te handhaven in de Tweede Divisie. In 1960 verhuist UVS naar het Sportpark Kikkerpolder I.
In 1961/62 werd UVS 15e en laatste en degradeerde de club naar de amateurs. In de KNVB beker kwam UVS twee keer tot de derde ronde en in de districtbeker kwam UVS één keer tot de finale. UVS won in de KNVB Beker twee keer van een eerstedivisionist (D.F.C. en Alkmaar '54).

## Na het profvoetbal
UVS speelde na de degradatie uit het profvoetbal voornamelijk in de 1e klasse. In 1974 werd de Hoofdklasse ingevoerd en UVS speelde hier vanaf de invoering in. In 1981 degradeerde UVS na zeven seizoenen uit de Hoofdklasse en vervolgens pendelde de club tussen dit niveau en de eerste- en de tweede klasse. In het seizoen 2004/2005 speelde de club voor het laatst in de Hoofdklasse. Hierna zakte de club af naar de derde klasse. In 2010 haalt derdeklasser UVS verrassend de finale van de Districtbeker West II, waarin het van Voorschoten '97 verliest. Door deze finaleplaats mocht UVS voor het eerst sinds 1961/62 weer deelnemen aan de KNVB Beker voor profclubs. Hierin werd het in de eerste ronde uitgeschakeld door vv DOVO uit de Hoofdklasse. 
In 2014 stopte UVS met het standaardelftal op zondag en werd de zaterdag het nieuwe vlaggenschip van de club. Het zondagelftal werd na het seizoen 2013-2014 teruggetrokken uit de eerste klasse en UVS moest op zaterdag beginnen vanuit de derde klasse, waar het eerste zaterdagteam net naartoe was gepromoveerd. In 2022 wist UVS terug te keren in de eerste klasse, maar dit verblijf duurde slechts één seizoen. Nadat ook uit de tweede klasse werd gedegradeerd moet UVS wederom opnieuw beginnen in de derde klasse. UVS wist in de derde klasse gelijk kampioen te worden en komt in het seizoen 2025/2026 weer uit in de tweede klasse. 

## Competitieresultaten 1969–heden (zaterdag)
| 10 4C |

| 10 4C |

| 7 4A |

| 10 4A |

|  |

|  |

|  |

| 5 3A |

| 10 3A |

| 6 3A |

| 12 3A |

| 9 4A |

| 13 4A |

| 11 5A |

| 14 5A |

| 4 5A |

| 1 5A |

| 3 4A |

| 9 4A |

| 10 4A |

| 12 4A |

|  |

| 9 4A |

| 8 4A |

| 1 4A |

| 2 3A |

| 7 2C |

| 8 2C |

| 3 2C |

| 4 2C |

| 4* 2C |

| 8* 2C |

| 1 2C |

| 13 1B |

| 12 2C |

| 1 3 |

| - 2 |

- = Dit seizoen werd stopgezet vanwege de uitbraak van het coronavirus. Er werd voor dit seizoen geen officiële eindstand vastgesteld.

| Tweede divisie | Derde divisie | Vierde divisie | Eerste klasse |
| Tweede klasse  | Derde klasse  | Vierde klasse  | Vijfde klasse |

## Competitieresultaten 1921–2014 (zondag)
| 4 3D |

| 8 3D |

| 6 3F |

| 5 3A |

| 6 3A |

| 7 3A |

| 8 3A |

| 3 3A |

| 2 3D |

| 5 3A |

| 3 3A |

| 4 3A |

| 4 3A |

| 2 3A |

| 1 3B |

| 7 2B |

| 3 2B |

| 4 2A |

| 7 2A |

| 1 |

| 2 2B |

| 8 2A |

| 5 2A |

| 2 2A |

|  |

| 5 2B |

| 3 2B |

| 4 2B |

| 3 2A |

| 1 2A |

| 4 2A |

| 5 2B |

| 5 2B |

| 4 2B |

| 2 2B |

| 13 C |

| 9 B |

| 5 A |

| 6 A |

| 10 A |

| 14 |

| 15 |

| 11 1B |

| 1 2A |

| 6 1B |

| 1 1B |

| 2 1B |

| 1 1B |

| 2 1B |

| 5 1B |

| 3 1B |

| 3 1B |

| 5 1B |

| 4 1B |

| 5 A |

| 12 A |

| 12 A |

| 7 A |

| 9 A |

| 12 A |

| 14 A |

| 12 1B |

| 3 2A |

| 3 2A |

| 4 1B |

| 1 1B |

| 5 A |

| 10 A |

| 13 A |

| 1 1B |

| 12 A |

| 2 1B |

| 7 1A |

| 1 1B |

| 12 A |

| 2 1B |

| 8 A |

| 11 A |

| 10 A |

| 11 A |

| 12 A |

| 2 1B |

| 8 1B |

| 1 1B |

| 14 A |

| 3 1B |

| 8 1B |

| 12 1B |

| 11 2C |

| 1 3A |

| 3 2C |

| 4 1B |

| 4 1B |

| 6 1B |

| Eerste klasse (profniveau) | Tweede divisie | Hoofdklasse | Eerste klasse | Tweede klasse | Derde klasse | Noodcompetitie |

In elke staaf van de grafiek staat van boven naar beneden vermeld: 
- Eindnotering

Dit is de positie die de club heeft bereikt in de competitie, zonder eventuele beslissings-, play-off- of nacompetitiewedstrijden die nodig zijn geweest om bijvoorbeeld de kampioen van de competitie te bepalen.
Indien een * achter het getal staat is de notering een tussenstand en kan het zijn dat de notering niet overeenkomt met de uiteindelijke eindstand van de competitie.
Staat er een - dan is het seizoen nog bezig en is er geen definitieve uitslag bekend.
Staat er xx op de positie van de notering, dan heeft de club vroegtijdig de competitie verlaten. Dit kan onder andere komen door terugtrekking van het team, faillissement van de club of door een uitgedeelde straf van de KNVB. In veel gevallen staat elders in het artikel de reden vermeld.
Staat er een ? dan is het resultaat uit het verleden onbekend, en is alleen de competitie of het niveau bekend van dat seizoen.
In de seizoenen 2019/20 en 2020/21 werd wegens de coronacrisis het amateurvoetbal afgebroken. Daardoor kennen deze staven geen eindklassering (middels -- weergegeven).
- Competitieniveau en afdelingsletter of Officiële eindstand Eredivisie
  - Competitieniveau en afdelingsletter

Hierbij geeft het getal het niveau weer, dat ook terug te vinden is in de legenda. De letter is de afdelingsaanduiding en wordt gebruikt wanneer er meer afdelingen zijn op hetzelfde niveau. De afdelingsletter is altijd een hoofdletter en wordt meestal zonder nummer gebruikt.
Voorbeeld: 2F is niveau 2e klasse competitie F.
Het competitieniveau en nummer wordt niet vermeld wanneer er slechts één competitie van dit niveau was.
  - Officiële eindstand Eredivisie (getal staat tussen haakjes vermeld)

Sinds de introductie van play-offwedstrijden voor Europees voetbal na afloop van de reguliere competitie in 2005/06, is de KNVB verplicht een eindstand van de Eredivisie door te geven aan de UEFA aan de hand van deze play-offwedstrijden.
Bij deze eindstand staan clubs die zich hebben gekwalificeerd voor Europees voetbal hoger dan clubs die zich niet wisten te kwalificeren. Indien er geen verschil was tussen de eindnotering en de officiële eindstand, staat dit getal niet vermeld.

- Onderafdeling

Hier staat afgekort de naam van de onderafdeling indien de club in dat jaar in een onderafdeling uitkwam. Tevens staat deze afkorting in de legenda en wordt gelinkt naar het artikel over deze onderafdeling. Deze afkorting wordt alleen vermeld wanneer de club in het verleden in verschillende onderafdelingen heeft gespeeld. Deze vermelding is in de staaf altijd in kleine letters. Deze onderafdelingen zijn na het seizoen 1995/96 afgeschaft. Heeft de club in slechts één onderafdeling gespeeld, dan is dit alleen terug te vinden in de legenda.
Onder de staaf staat het jaartal vermeld waarin het seizoen is afgesloten. 15 verwijst naar het seizoen 2014/15 of eventueel het seizoen 1914/15.
Wanneer een staaf leeg is, zijn deze gegevens niet bekend. Het kan ook zijn dat de club dat seizoen niet heeft meegespeeld op het hogere amateurniveau, vroegtijdig de competitie heeft verlaten of uit de competitie is gezet.

In het seizoen 1944/45 was er wegens de Tweede Wereldoorlog geen regulier competitievoetbal.

## Betaald voetbal

### Seizoensoverzichten
| Resultaten van UVS sinds de toetreding in het betaald voetbal in 1955 | Resultaten van UVS sinds de toetreding in het betaald voetbal in 1955 | Resultaten van UVS sinds de toetreding in het betaald voetbal in 1955 | Resultaten van UVS sinds de toetreding in het betaald voetbal in 1955 | Resultaten van UVS sinds de toetreding in het betaald voetbal in 1955 | Resultaten van UVS sinds de toetreding in het betaald voetbal in 1955 | Resultaten van UVS sinds de toetreding in het betaald voetbal in 1955 | Resultaten van UVS sinds de toetreding in het betaald voetbal in 1955 | Resultaten van UVS sinds de toetreding in het betaald voetbal in 1955 | Resultaten van UVS sinds de toetreding in het betaald voetbal in 1955 | Resultaten van UVS sinds de toetreding in het betaald voetbal in 1955 | Resultaten van UVS sinds de toetreding in het betaald voetbal in 1955 | Resultaten van UVS sinds de toetreding in het betaald voetbal in 1955 |
| Seizoen                                                               | Competitie                                                            | Competitie                                                            | Competitie                                                            | Competitie                                                            | Competitie                                                            | Competitie                                                            | Competitie                                                            | Competitie                                                            | Competitie                                                            | Kwalificatie                                                          | KNVB beker                                                            | Bijzonderheid |
| Seizoen                                                               | Divisie                                                               | GW                                                                    | W                                                                     | G                                                                     | V                                                                     | PNT                                                                   | DV                                                                    | DT                                                                    | POS                                                                   | Kwalificatie                                                          | KNVB beker                                                            | Bijzonderheid |
| --------------------------------------------------------------------- | --------------------------------------------------------------------- | --------------------------------------------------------------------- | --------------------------------------------------------------------- | --------------------------------------------------------------------- | --------------------------------------------------------------------- | --------------------------------------------------------------------- | --------------------------------------------------------------------- | --------------------------------------------------------------------- | --------------------------------------------------------------------- | --------------------------------------------------------------------- | --------------------------------------------------------------------- | --- |
| 1955/56                                                               | Eerste klasse C                                                       | 30                                                                    | 6                                                                     | 10                                                                    | 14                                                                    | 22                                                                    | 60                                                                    | 66                                                                    | 13e                                                                   | Tweede divisie                                                        | Geen bekertoernooi                                                    | UVS treedt toe tot het betaald voetbal |
| 1956/57                                                               | Tweede divisie B                                                      | 28                                                                    | 9                                                                     | 7                                                                     | 12                                                                    | 25                                                                    | 65                                                                    | 56                                                                    | 9e                                                                    | –                                                                     | 2e ronde                                                              | – |
| 1957/58                                                               | Tweede divisie A                                                      | 26                                                                    | 13                                                                    | 5                                                                     | 8                                                                     | 31                                                                    | 52                                                                    | 37                                                                    | 5e                                                                    | –                                                                     | 2e ronde                                                              | – |
| 1958/59                                                               | Tweede divisie A                                                      | 28                                                                    | 11                                                                    | 8                                                                     | 9                                                                     | 30                                                                    | 47                                                                    | 36                                                                    | 6e                                                                    | –                                                                     | 3e ronde                                                              | – |
| 1959/60                                                               | Tweede divisie A                                                      | 22                                                                    | 6                                                                     | 7                                                                     | 9                                                                     | 17*                                                                   | 36                                                                    | 40                                                                    | 10e                                                                   | Degradatiecompetitie                                                  | Geen bekertoernooi                                                    | *UVS kreeg twee punten aftrek wegens een gestaakte wedstrijd tegen Xerxes Wedstrijden tegen VV Baronie (5–1 & 0–2), ONA (5–0 & 2–1), Rheden (5–1 & 4–0), Velocitas (4–1 & 2–0) Xerxes (0–0 & 0–1), Zwartemeer (0–0 & 1–5) en Zwolsche Boys (4–0 & 0–0) |
| 1960/61                                                               | Tweede divisie                                                        | 34                                                                    | 8                                                                     | 11                                                                    | 15                                                                    | 27                                                                    | 48                                                                    | 62                                                                    | 14e                                                                   | –                                                                     | Groepsfase                                                            | – |
| 1961/62                                                               | Tweede divisie                                                        | 28                                                                    | 7                                                                     | 6                                                                     | 15                                                                    | 20                                                                    | 31                                                                    | 45                                                                    | 15e                                                                   | Rechtstreekse degradatie                                              | 3e ronde                                                              | UVS keert terug naar de amateurs |

### Topscorers
- 1955/56:  Cor van der Zeeuw (25)
- 1956/57:  Cor van der Zeeuw (29)
- 1957/58:  Cor van der Zeeuw (16)
- 1958/59:  Wim Bekkering (10)
0000000  Cor van der Zeeuw (10)
- 1959/60:  Hennie Bekkering (8)
- 1960/61:  Jan Nijman (21)
- 1961/62:  Wim van Kampen (8)

### Trainers
- 1947–1961:  Piet Kantebeen
- 1961–1962:  Cor Sluijk

## Bekende (oud-)spelers
UVS heeft verschillende profspelers voortgebracht, onder wie:
- Tahir Akhamrame
- Houssin Bezzai
- Florencio Cornelia
- Stanley Elbers
- Erik Falkenburg
- Alvin Fortes
- Alfons Groenendijk
- Glenn Helder
- Ton Kamphues
- Timon van Leeuwen
- Marcel Valk
- Sven Verlaan
- Randy Wolters